# Exit (comandă)

Comanda UNIX exit este folosită pentru a ieși din scriptul sau din sesiunea shell curentă. Comanda nu este implementată ca un program independent, este o comandă implementată de shell.

## Sintaxă
```
exit [n]
```

unde n este valoarea returnată de script. Această valoare mai poartă numele de exit status. Dacă n nu este specificat, valoarea returnată este cea a ultimei comenzi rulate.
Când exit este chemat direct dintr-un terminal, sesiunea utilizatorului este terminată. Un nou login va fi necesar pentru ca utilizatorul să aibă acces la sistem.

## Funcții de sistem
Comanda este implementată în UNIX și ca funcție de sistem:
```
#include <unistd.h>

void _exit(int status);
```

Există și o variantă a acestei funcții definită în standardul limbajului de programare C ediția 1999 (C99):
```
#include <stdlib.h>

void _Exit(int status);
```